# Deca-
Deca (símbol da) és un prefix del Sistema Internacional que indica un factor de 10¹, o 10.
Adoptat el 1795, prové del grec δέκα (déka), que significa deu
Per exemple;
1 decàmetre = 1 dam = 10 metres
1 decagram = 1 dag = 10 grams
1 decalitre = 1 dal = 10 litres